# Un Américain pur sang
Pour plus de détails, voir Fiche technique et Distribution.
Un Américain pur sang (Joe Smith, American) est un film d'espionnage américain réalisé par Richard Thorpe, sorti en 1942.

## Synopsis
Alors qu'on lui a demandé de travailler sur un projet ultra-secret, Joe Smith est enlevé. Il refuse de donner des informations malgré les coups et les menaces, et tient le coup en pensant à sa femme et à son fils. Il arrive à s'échapper et à conduire la police au repaire de ses ravisseurs, mais celui qui semblait en être le chef n'y est pas. Plus tard, il arrivera à le reconnaître grâce à sa bague et à le faire arrêter lui aussi.

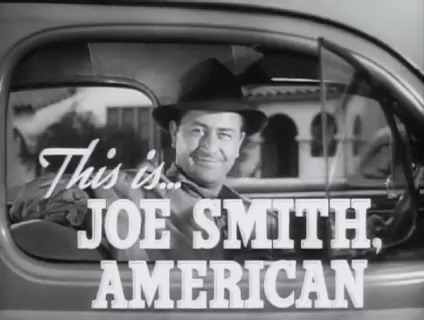
Robert Young

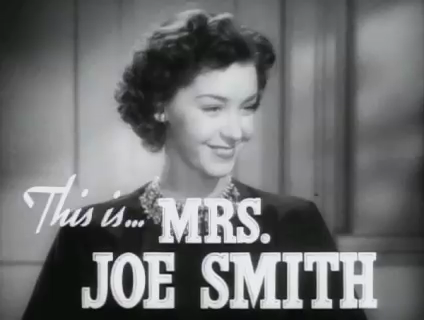
Marsha Hunt

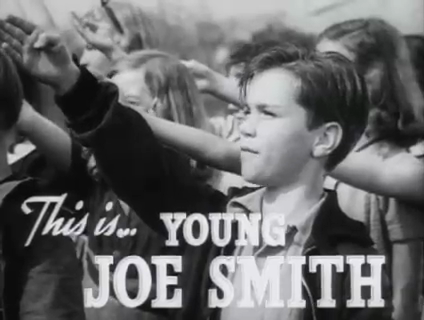
Darryl Hickman

## Fiche technique
- Titre original : Joe Smith, American
- Titre français : Un Américain pur sang
- Réalisation : Richard Thorpe
- Scénario : Allen Rivkin, d'après la nouvelle The Adventures of Joe Smith, American de Paul Gallico
- Direction artistique : Cedric Gibbons
- Décors : Edwin B. Willis
- Photographie : Charles Lawton Jr.
- Son : Douglas Shearer
- Montage : Elmo Veron
- Musique : Daniele Amfitheatrof
- Production : Jack Chertok, Dore Schary
- Production exécutive : Harry Rapf
- Société de production : Metro-Goldwyn-Mayer
- Société de distribution : Loew's Inc.
- Pays de production :  États-Unis
- Langue originale : anglais
- Format : noir et blanc — 35 mm — 1,37:1 — son Mono (Western Electric Sound System)
- Genre : Film d'espionnage
- Durée : 63 minutes
- Dates de sortie : 
  - États-Unis : février 1942
  - France : 13 octobre 1944
  - Belgique : 2 février 1945

## Distribution
- Robert Young : Joe Smith
- Marsha Hunt : Mary Smith
- Harvey Stephens : Freddie Dunhill
- Darryl Hickman : Johnny Smith
- Jonathan Hale : Blake McKettrick
- Noel Madison : Schricker
- Don Costello : Mead
- Joseph Anthony : Conway
- William Forrest : Gus
- Russell Hicks : Edgerton
- Mark Daniels : Pete
- William Tannen : Eddie

Acteurs non crédité
- Robert Homans : Vieil homme en salle d'attente
- John Raitt : Ouvrier à l'assemblage des avions